# Mirosław Frankowski
Mirosław Mariusz Frankowski (ur. 5 czerwca 1974 w Jastrzębiu-Zdroju) – polski koszykarz, występujący na pozycji rzucającego obrońcy oraz niskiego skrzydłowego.

## Osiągnięcia
Drużynowe
- Finalista Pucharu Polski (1999)
- Awans do:
  - I ligi z MKKS Rybnik (2007)
  - PLK z Pogonią Ruda Śląska (1995)
- Uczestnik rozgrywek Pucharu Koracia (1998–2001)

Indywidualne
- Uczestnik meczu gwiazd Polska - Gwiazdy PLK (1999)[1]

Reprezentacja
- Uczestnik kwalifikacji do mistrzostw Europy U–22 (1996)